# Arnaldo da Brescia

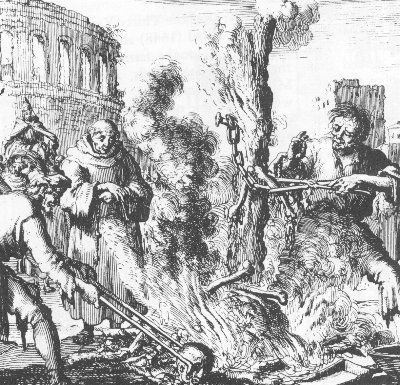
Gravat representant la crema a la foguera d'Arnaldo da Brescia.

Arnaldo da Brescia (Brescia, h. 1090 – Roma, 1155) va ser un sacerdot i reformador religiós que seguint les propostes del seu mestre, el filòsof racionalista Pere Abelard, i de la pataria, estableix el seu ideari moral que consisteix en: la renúncia de l'església a la riquesa i el retorn a l'austeritat dels primers cristians; l'abandonamnet del poder temporal; la no validesa dels sagraments administrats per clergues indignes; la predicació per laics i la confessió practicada entre fidels sense la necessitat de sacerdots.
Les seves revolucionàries idees van provocar que el papa Innocenci II el desterrés d'Itàlia el 1139. S'estableix a París juntament amb el seu mestre Abelard i amb ell polemitza contra Bernat de Claravall sobre la Santíssima Trinitat. Les seves opinions, considerades herètiques, provoquen la condemna de mestre i deixeble al Concili de Sens (1140) i la seva expulsió de terres franceses.
Arnaldo es refugia a Alemanya fins que el 1143 es retracta de les seves idees i, mitjançant el suport del cardenal diaca Guido, aconsegueix el seu reingrés a l'Església en ser perdonat pel papa Eugeni III.
El 1145 torna a Roma, que des de 1143 s'havia convertit en una república comunal lliure de l'autoritat papal, i regida per un senat i per Giordano Pierleone com a patrici. Arnaldo s'uneix immediatament al moviment comunal convertint-se en el director espiritual del mateix, fet que comporta que el 1148 sigui novament excomunicat pel papa Eugeni, tot i el recolzament de la república romana.
La situació canvia el 1155, quan el papa Adrià IV llança un interdicte contra Roma davant l'assassinat d'un dels seus cardenals, és a dir, prohibeix la celebració dels sants oficis, l'administració dels sagraments i la sepultura eclesiàstica, refusant reconèixer al Senat i exigint el desterrament d'Arnaldo per concedir el perdó. Arnaldo es veu obligat a abandonar Roma, i en la seva fugida és fet presoner per Frederic I Barba-roja, qui, a canvi de la promesa papal de la seva coronació imperial pel Tractat de Constança, el lliura a la cúria romana, sent jutjat i condemnat a mort.
Va morir penjat, les seves restes van ser cremades a la foguera i les seves cendres llançades al riu Tíber perquè els seus partidaris no utilitzessin la seva tomba com a lloc de peregrinació.
Va crear el corrent anomenat Arnaldisme.